# Phoniscus aerosa
Phoniscus aerosa es una especie de murciélago de la familia Vespertilionidae.

## Distribución geográfica
Posiblemente sólo se encuentran en Sudáfrica.